# حیا

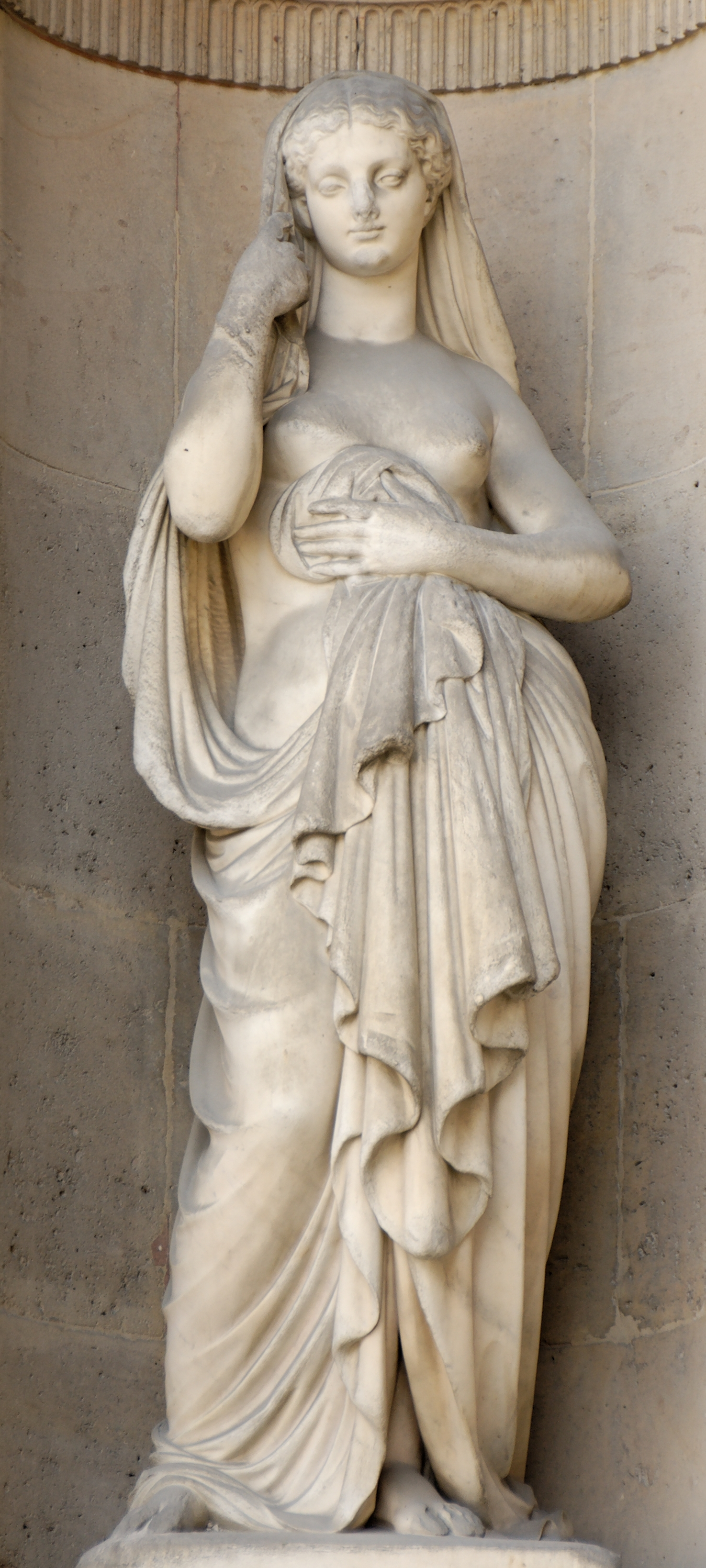
تندیس حیا که در سال ۱۸۶۱ میلادی توسط مجسمه ساز فرانسوی ساخته شد

حیا حالتی درونی است که موجب می‌شود انسان به دلیل سرزنش درونی خود یا دیگران از کارهای زشت دوری کند.

## واژه‌شناسی
حیا از ریشه «ح ی و» یا «ح ی ی»، مفهومی است که در اسلام نیز آمده است.
محمدباقر مجلسی در تعریف حیا می‌گوید:
 حیا ملکه‌ای نفسانی است که موجب گرفتگی روح از زشتی و انزجار آن از خلاف آداب از ترس ملامت می‌شود.
کلمه "حیا" در لاتین (Modesty) از کلمه لاتین modestus آمده است که به معنی "نگه داشتن در اندازه" است.
از حیا به عنوان پوششی برای روح انسان در مقابل پرده‌دری یاد شده است. 
حیا یکی از امتیازات انسان نسبت به حیوانات است.
در حیا نسبت به افعال زشت دو جهت وجود دارد: جهت اول پیشگیری است که حیا جنبه مانعیت دارد به تعبیر دیگر مانع حرکت انسان به سمت کار زشت می شود. جهت دوم هنگامی است که انسان مرتکب کار زشتی شد، این شرم و حیای وجودی موجب می‌شود از کار خود ناراحت باشد. البته این مساله تا زمانی وجود دارد که آدمی مسخ نشده باشد.

## حیا در ادیان

### اسلام
حیا در قرآن به سه معنی شرم، ترس، ترک کردن تعبیر شده و جز یک مورد در معنای جنسی به کار نرفته است که در آن نیز اشاره‌ای به حجاب یا تصریحی در مسئلهٔ جنسی ندارد:
- حیای صفورا دختر شُعَیب از موسی که بعداً همسر وی شد: «پس بیامد یکی از آن دو زن که با حیایی روان بود و گفت: پدرم تو را می‌خوانَد…» (قصص/۲۵)[۱۱]
- ‏حیای پیامبر اسلام از بیرون کردن میهمانان در یکی از آیات حجاب دربارهٔ پرده‌نشینی (احزاب/۵۳)[۱۲]
- ‏عدم حیای خدا از داستان آوردن و گفتن حقیقت (بقره/۲۶[۱۳] و احزاب/۵۳)
- ‏در آیاتی چند، به اِستِحیای زنان بنی‌اسرائیل یعنی زنده نگه داشتن آن زن‌ها برای بهره‌کشی پس از کشتن مردانشان به دست فرعون اشاره شده است (بقره/۴۹[۱۴] و اعراف/۱۴۱[۱۵] و ابراهیم/۶[۱۶] و قصص/۴[۱۷] و غافر/۲۵[۱۸]) اما گروهی نیز برآنند که به معنای سلب حیا از زنان بنی‌اسرائیل می‌باشد.

در احادیث و روایات اسلامی نیز به تفصیل از حیا بحث شده است؛ برای نمونه صادق – امام ششم شیعیان – حیا را ده قسمت دانسته که نُه قسمت آن در زنان و یک قسمت آن در مردان است. او معتقد است وقتی زن حیض می‌شود، یک قسمت حیای وی می‌رود، و چون ازدواج می‌کند، یک قسمت دیگر می‌رود، و چون عروسی می‌کند، یک قسمت دیگر می‌رود، و چون فرزند به دنیا می‌آورد، یک قسمت دیگر می‌رود و پنج قسمت حیا برای وی باقی می‌ماند.

### مسیحیت

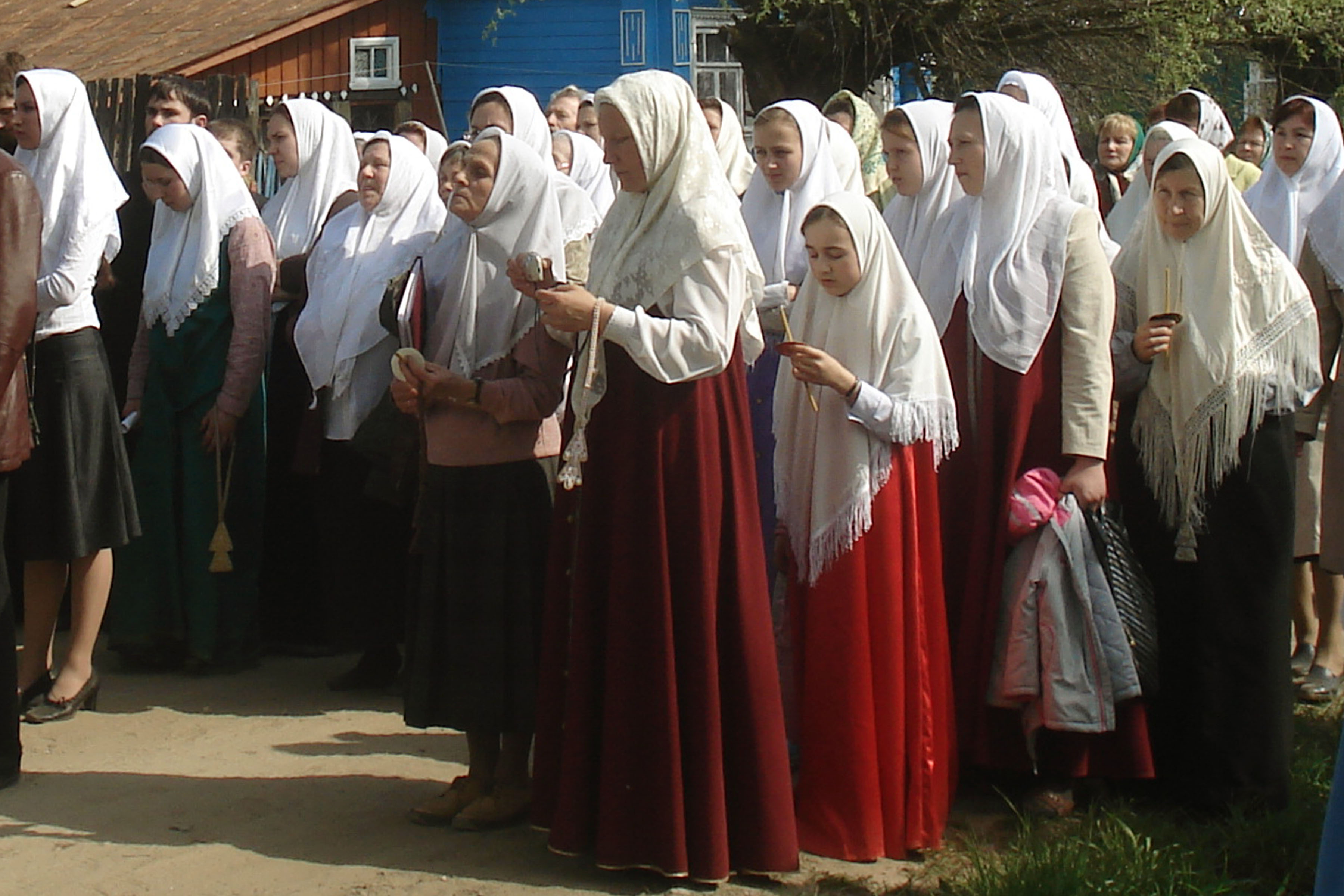
زنانی که بیرون از یک کلیسا با لباس متوسطی دیده می شوند.

در انجیل آمده است: «و همچنین زنان خود را بیارایند به لباس حیا و پرهیز، نه به زلف ها و طلا و مروارید و رخت گران بها، بلکه چنان که زنانی را می شاید که دعوای دینداری می کنند به اعمال صالحه.» 
بسیاری از مسیحیان، حیا را بسیار مهم می دانند، هرچند اختلاف نظرهای زیادی در مورد ابعاد و اهداف آن وجود دارد.

### یهودیت
حیا که در یهودیت صنیوت نامیده می شود فراتر از پوشیدگی است. این رفتار به صورت عمومی و خصوصی گسترش می یابد و به شرایط بستگی دارد.

### زنان

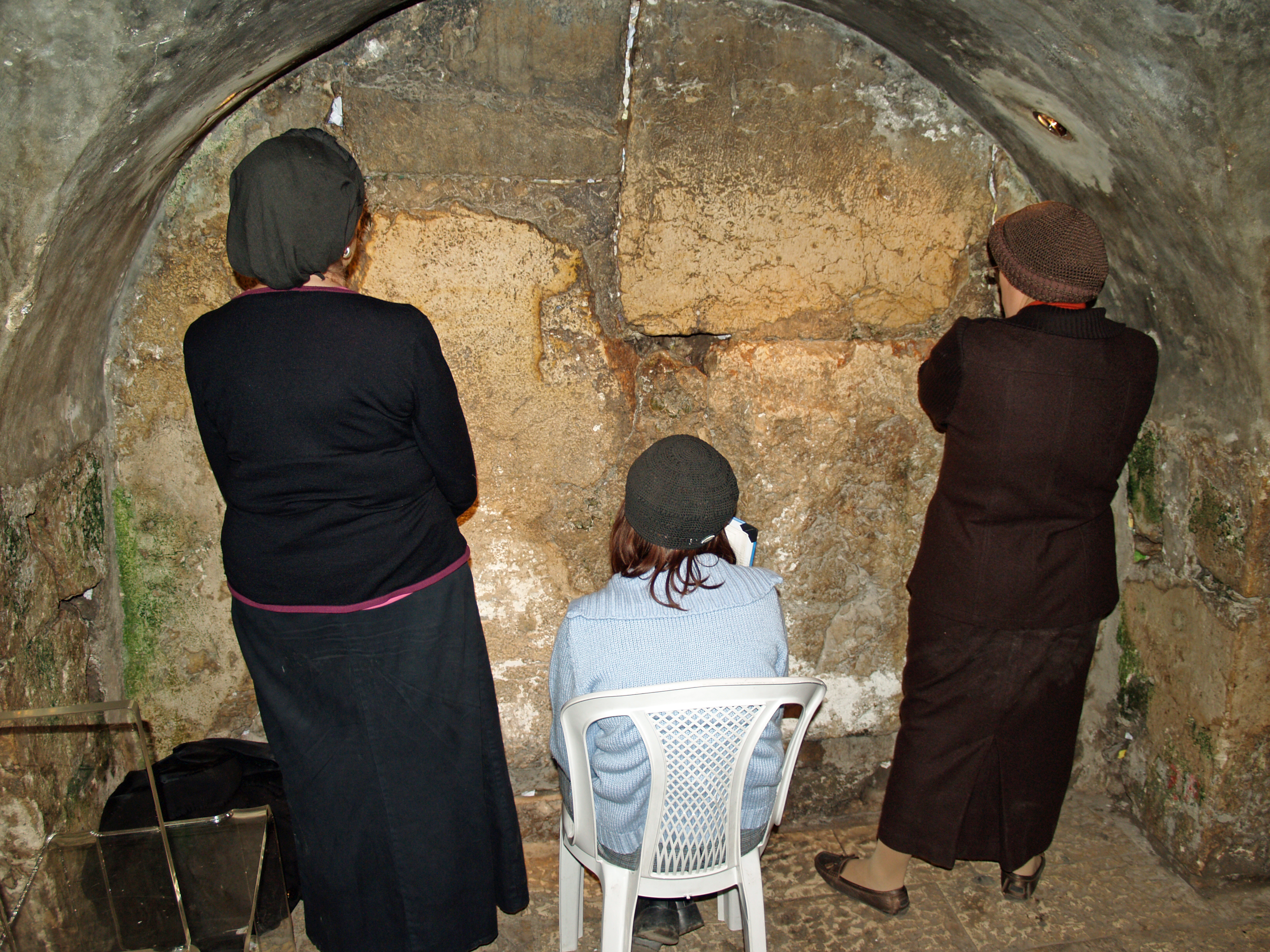
سه سبک پوشیدن موی سر در میان زنان یهودی

زنان یهودی ارتدکس و حریدی معمولاً دامن هایی را می پوشند که تا زانوی آنها را پوشانده باشد. همچنین بلوزها و پیراهن ها استخوان یقه و آستین ها آرنج را می پوشاند.
کاربرد واژه «چادر» و «برقع» که به معنای روپوش صورت است، در آیات تورات، کیفیت پوشش زنان یهودی را نشان می دهد. تورات تشبّه مرد و زن به یکدیگر را نهی نموده، می گوید: متاع مرد بر زن نباشد و مرد لباس زن را نپوشد؛ زیرا هر که این را کند، مکروه «یهوه» خدای توست.

### مردان

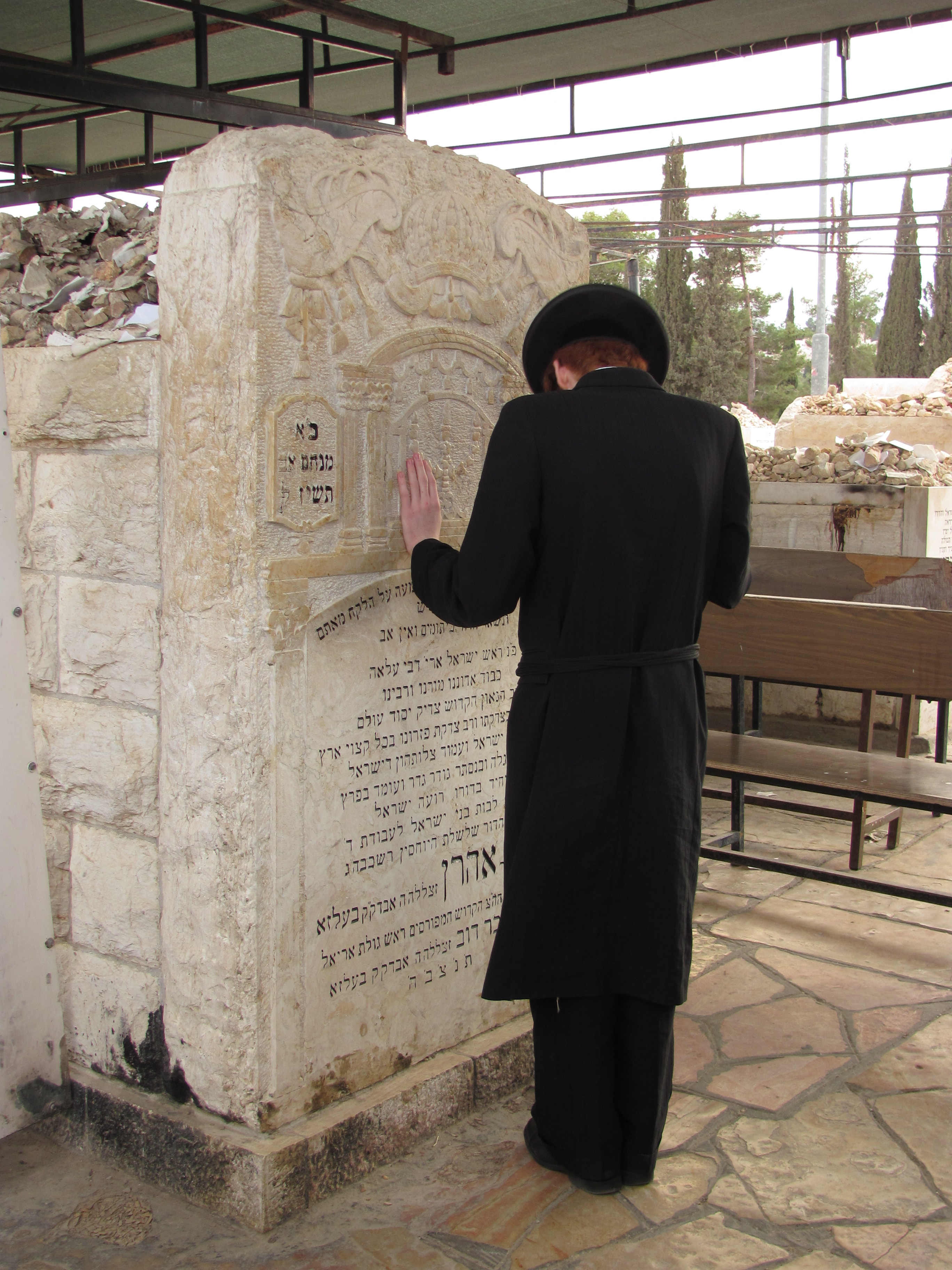
مرد یهودی حریدی در حال نماز بر یک قبر

استانداردهای حیا در مورد مردان نیز صدق می کند. در حالی که برخی از مردان ارتدوکس در مکان های عمومی پیراهن آستین کوتاه می پوشند، مردان یهودیت حریدی اینگونه لباس نمی پوشند. حیا برای مردان یهودی اغلب به پوشاندن تنه و پاها با لباس گشاد معنا می شود. گروه های مختلف یهودیان ارتدکس هنجارهای مختلفی در پوشش دارند. اما همه مردان دارای پوشش سر (کیپا) هستند.

## حیا و فطرت

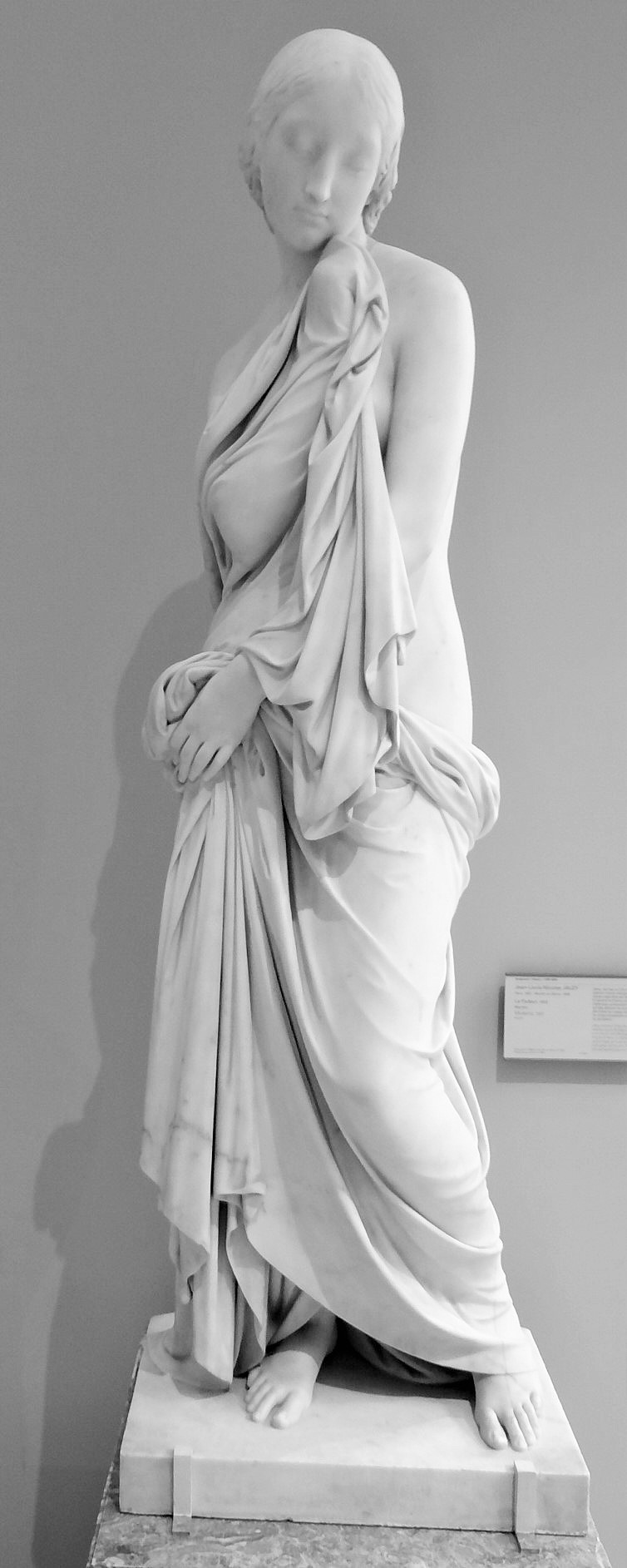
حیا اثری از Jean-Louis Jaley

برخی معتقدند حیا امری فطری و طبیعی است و برخی برخلاف این نظریه می‌گویند حیا تابع فرهنگ است، به‌عنوان مثال می‌گویند مطالعه جامعه‌های به دور از تمدن (مثل برخی قبیله‌های آفریقایی) نشان می‌دهد که در این قبیله‌های به اصطلاح دست‌نخورده، مردم از عریانی عورت خود نزد دیگران، ابایی نداشته و شرم نمی‌کنند، یا زنان آنان، اختلاط با مردان را زشت نمی‌دانند و از نداشتن حجاب، احساس شرم و خجالت نمی‌کنند و ...، بنابراین نتیجه می‌گیریم که ارزش‌ها و ازجمله حیا و شرم، پدیده‌هایی فرهنگی و محصول تمدن‌اند نه این‌که فطری و ذاتی باشند.
برخی دیگر که معتقد به فطری بودن حیا هستند، می‌گویند برای اثبات فطری بودن یا نبودن، نمی‌توان جامعه معیار را جامعه‌ای دانست که از فرهنگ و تمدن روز، به دور است. چنین جامعه‌ای نسبت به اصالت انسانی، بکر و دست‌نخورده نیست و تحت تأثیر فرهنگ و تمدن خود قرار داشته‌است. در چنین مواردی، جامعه معیار را باید ((انسان نخستین)) قرار داد که از تأثیر هر فرهنگ و آیینی به دور بوده، دارای فطرتی پاک و دست‌نخورده است. این دسته برای اثبات ادعای خویش می‌گویند خداوند متعال در جریان نقل داستان  آدم و حوا و اخراج آن دو از بهشت، تصریح می‌کند که پس از خوردن از میوه آن درخت ممنوعه، عورت آن‌ها آشکار شد و آن‌ها از این آشکار شدن، متأثر شدند و برای پوشاندن عورت خود، تلاش کردند. این نشان می‌دهد که شرم از آشکار شدن عورت، امری فطری است و به فرهنگ خاصی اختصاص ندارد.
اندیشمندان اسلامی از جمله ملاصدرا معتقدند حیا به عنوان یک اصل فطری در همه انسان‌ها وجود دارد. و باید پرورش داده شود و شکوفا شود.

## حیا و پوشش
سید ابوالحسن مهدوی معتقد است، نوع پوشش می‌تواند تأثیر زیادی در حفظ یا نابودی اصل حیا داشته باشد. او می‌گوید رابطه حیا و پوشش مانند رابطهٔ شاخ و برگ با ریشهٔ درخت است؛ ریشه، باعث به وجود آمدن شاخ و برگ و همچنین شاخ و برگ موجب محکم شدن ریشه می‌گردد.
او با بیان این مثال می‌گوید؛ حیا، نیازِ به پوشش را در وجود شخص پدیدار و پوشش موجب استحکام و تقویت حیا می‌شود.

## حیا و هنر
مفهوم حیا و برداشت افراد از آن در هر جامعه ای متفاوت است. برخی از هنرمندان در آثار خود به این مفهوم پرداخته اند. برای نمونه می توان به مجسمه مرمرین یک زن توسط Jean-Louis Jaley مجسمه ساز فرانسوی اشاره کرد.

## بی‌حیایی
در مقابل حیا، پرده‌دری مطرح می‌شود. برخی افراد هیچ باکی ندارند که مردم آنان را در حالت بدکارگی ببینند. فرد بی حیا برای حضور دیگران هیچ ارزشی قائل نیست و نظارت آنان او را از انجام کار قبیح باز نمی‌دارد و انجام  اشتباه یا گناه هیچ تأثر قلبی درونش ایجاد نمی‌کند.